# Lucian Pintilie
Lucian Pintilie (Tarutina, 9 novembre 1933 – Bucarest, 16 maggio 2018) è stato un regista e sceneggiatore rumeno.

## Biografia
Dopo la Rivoluzione romena del 1989 fece carriera in Francia e poi negli Stati Uniti.
Vinse il Leone d'argento - Gran premio della giuria alla 55ª Mostra internazionale d'arte cinematografica di Venezia con Terminus Paradis - Capolinea Paradiso (Terminus Paradis).
Fece parte del movimento Alleanza Civica.
Morì all'età di 84 anni, all'ospedale Elias di Bucarest, che diede l'annuncio senza rivelare il motivo del decesso..

## Filmografia
- Domenica alle 6 (1966)
- La ricostituzione (1968)
- Paviljon broj VI (1973) - film TV
- Paviljon VI (1978)
- Scene di carnivale, 2 (1982)
- La bilancia (1992)
- Un'estate indimenticabile (1994)
- Lumière and Company (1995) - documentario
- Prea târziu (1996)
- Terminus Paradis (1998)
- Dupa-amiaza unui tortionar (2001)
- Niki Ardelean, colonel în rezerva (2003)
- Tertium non datur (2006) - cortometraggio